# پیر آندره لاتری
پیر آندره لاتری (فرانسوی: Pierre André Latreille‎؛ ۲۹ نوامبر ۱۷۶۲ – ۶ فوریهٔ ۱۸۳۳) یک دانشمند در زمینه حشره‌شناسی اهل فرانسه بود.